# STAND PROUD
「STAND PROUD」（スタンド・プラウド）は、橋本仁のシングル。2014年4月23日にワーナー・ホーム・ビデオから発売された。

## 概要
表題曲「STAND PROUD」は、テレビアニメ『ジョジョの奇妙な冒険』Part3 スターダストクルセイダースの第3弾オープニングテーマに起用された。
プロデューサーの大森啓幸は、1部と2部のアニメを受けて「承太郎の男前なイメージが歌で現れればいいなとイメージしていたんです。男前で決めるときは決めるぜということで。また曲は激しくビートの効いたものでメタルにしようか」という方向性だったと語る。イメージとしてはメガデスの「Holy Wars…The Punishment Due」やアヴェンジド・セブンフォールドの「Afterlife」であったという。
歌唱を担当した橋本は連載当時からジョジョのファンであり、今楽曲の歌唱を担当することが決まった際はとても驚いたと話している。レコーディングでは空条承太郎の男臭さを表現するため声にうねりを入れ、パワーを全面にイメージしたという。

## 収録曲
1. STAND PROUD [4:38]
  - 作詞：藤林聖子、作曲 : 若林タカツグ、編曲 : ZENTA
  - テレビアニメ『ジョジョの奇妙な冒険』Part3 スターダストクルセイダース第1弾オープニングテーマ
2. STAND PROUD(ORIGINAL KARAOKE) [4:36]